# Aphyletes
Aphyletes is een geslacht van vlinders van de familie snuitmotten (Pyralidae), uit de onderfamilie Phycitinae.

## Soorten
- A. melanochreella Ragonot, 1887
- A. nigrisparsella Ragonot, 1887